# Джебель эд-Дуруз
Дже́бель эд-Дуру́з (араб. جبل الدروز‎) — автономное государство во времена французского мандата в Сирии в 1921—1936 и 1939—1944 годах, созданное как автономия для друзов во французском протекторате.
1 мая 1921 года была выделена территория для автономии друзов. 4 марта 1922 года создано автономное государство со столицей в Эс-Сувейде. В 1936 году Джебель эд-Дуруз был объединён с Сирией, но отделён ещё раз в 1939 году. В 1944 году государство друзов было окончательно объединено с Сирией.